# 현대 코나 N
현대 코나 N (Hyundai Kona N)은 , 대한민국의 현대자동차가 2021년 4월 27일 출시되어 2021년 7월 14일 아반떼 N과 동시에 시판하고 있는 전륜구동 소형 SUV의 고성능 모델이다. 국내에서는 울산광역시 북구 양정동에 위치한 울산공장에서 생산된다. 대한민국에서는 벨로스터 N에 이은 두번째 현대 N 모델로서 시판되었으며 N 모델로서는 다섯번째에 해당하는 모델이다.
현대 N 브랜드상 최초의 SUV 모델이기도 하다.

## 1세대(OS PE N)

### 코나 N(2021년 4월 27일 ~ 현재)

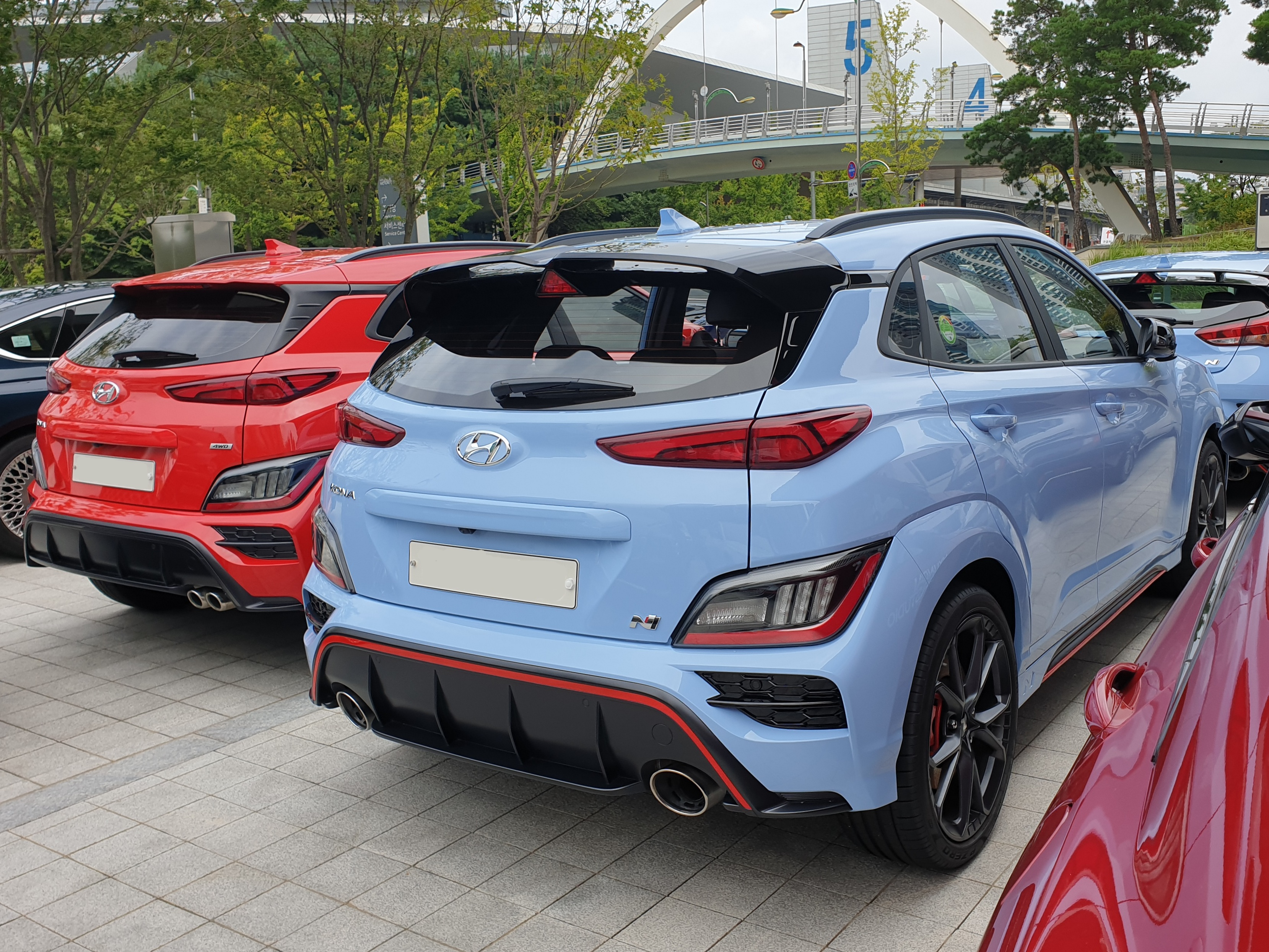
현대 코나 N 후측면

2021년 4월 27일, 인터넷으로 진행된 N Day에서 공개된 코나 N은 i30 N, i30 패스트백 N(대한민국 미출시), 벨로스터 N, i20 N(대한민국 미출시)에 이어 출시된 다섯번째 N 모델이다. 모체가 되는 코나(OS)가 3세대 i30의 플랫폼을 사용하는 만큼 i30 N의 파생형 모델이라고 봐도 무방하며 일찌감치 출시가 예정되어 있던 모델이기도 하다.
i30 N과 벨로스터 N에서 사용하던 현대 세타2 터보 GDi 엔진(G4KH)를 기반으로 성능이 개선된 2.0T 플랫파워 엔진이 적용되었다. 터보차져의 터빈 휠 지름이 5mm 증대되었고(51.5mm→52mm) 터빈 유로가 2.5mm2 확대(10mm2→12.5mm2)되어 출력에서 각각 5ps/4kg.m 향상된 280ps/40kg.m의 출력을 발휘하며 최대 출력의 발휘 시점이 6000rpm이었던 기존의 엔진과는 다르게 5500rpm부터 최대 출력이 발휘되는 플랫파워 기술이 적용된 특징을 가지고 있다.
수동변속기 모델이 존재하는 다른 N 모델들과는 다르게 8단 습식 듀얼 클러치 모델만이 출시되며 4륜구동 버전이 적용되지 않았다. 이전까지는 퍼포먼스 패키지라는 이름으로 별도의 출력 상승 및 성능 강화형 부품들이 적용되었던 i30 N/벨로스터 N 모델과는 다르게 N 모델 라인업에 사용되는 기능들인 고성능 특화 기능인 N 코너 카빙 디퍼렌셜(e-LSD), 주행 모드에 따라서 배기음이 달라지는 능동 가변 배기 시스템, 정지 상태에서 최적의 가속을 구현시키는 런치 컨트롤 등의 고성능 주행 지원기술이 그대로 적용되었으며 최고출력이 290ps까지 일시적으로 향상되는 N 그린 쉬프트(NGS), 기어의 체결 속도와 엔진 출력 발휘 시점을 최적화 하여 가속 감 향상을 제공하는 N 파워 시프트(NPS), 서킷 주행등의 다이나믹한 주행에서 최적의 변속 시점 및 엔진 회전수를 유지하는 N 트랙 센스(NTS)를 기본으로 적용하고 있다.
N 코너 카빙 디퍼렌셜(e-LSD)는 이전까지의 N 모델들 보다 전고가 높고 무게중심이 높은 SUV에 맞춰서 새롭게 튜닝되어 SUV임에도 불구하고 민첩한 코너링 성능의 확보, 언더스티어의 억제에 주력했으며 N 그린 쉬프트(NGS)의 작동 대기 시간을 단축(기존 3분→40초)시켜 290ps로 향상되는 출력을 더 적극적으로 사용할 수 있게 되어 최고 속도 240km/h, 제로백 5.5초라는 성능을 발휘하고 있다.
기본 모델 대비 용접점을 36점 추가함과 동시에 차체 센터 터널 부분의 강성 확보를 위한 스테이의 추가, 서스펜션 마운트의 스트럿 링 등을 추가한 차체 강성의 증대, 브레이크 마스터 실린더의 구경 확대 (22.22mm→23.81mm), 브레이크 부스터의 배력비율 조정(8.0:1→7.5:1), 디스크 브레이크의 대형화 (전륜:280mm→360mm, 후륜:최대 284mm→314mm) 등을 통해 고성능 모델로서의 개선을 추구함과 동시에 마찰재 성능을 강화한 브레이크 패드를 기본으로 적용하고 주행 시 유입되는 공기를 이용하여 브레이크 시스템을 냉각하는 에어가이드 및 더스트 커버의 냉각 홀을 적용하여 성능을 강화했다.
외관은 N 모델임을 상징하는 N 로고가 부착된 전용 라디에이터 그릴을 제공하고 현대자동차 브랜드에서 유일하게 다크 크롬으로 처리된 엠블럼을 부착했다. 기존 모델 대비 사이즈가 확대된 19인치의 N 전용 퍼포먼스 휠이 제공되며 조합되는 타이어는 기존 벨로스터 N의 퍼포먼스 패키지에 적용되었던 피렐리 P Zero PZ4가 적용되며 SUV의 특성을 고려하여 측면 편평비가 5 상승함과 동시에 코나 N 전용으로 별도로 튜닝된 235/40R19 HN 타이어가 적용된다, 조합되는 휠에 있어서 별도로 선택이 가능한 N 전용 초경량 19인치 단조 휠을 선택하면 기본 장착되는 주조 휠 대비 12kg의 현가하질량 경감이 가능하는 점을 강조하고 있다.
이외에도 기본모델에서 플라스틱으로 적용되던 클래딩을 차체의 색상과 일체화하여 차체의 볼륨 감을 더욱 강조했고, N 모델 전용의 프런트 립 스포일러, 리어 스포일러, 사이드 실 몰딩을 적용하여 고속 주행시의 공력성능을 강화하는데에 기인하며 현대 N 모델의 상징인 퍼포먼스 블루 컬러 이외에도 최초로 등장하는 소닉 블루 컬러를 추가하여 코나 N만의 개성을 추구하고 있다.
실내 구성에 고성능 차량에 필요한 구성으로 대폭 수정되었다, N 전용 시트를 적용하여 드라이빙 포지션을 낮췄으며, 동시에 별도의 옵션으로 스웨이드를 사용한 시트를 선택할 수 있으며, 인포테인먼트 시스템에도 서킷 주행 및 퍼포먼스 주행에서 활용이 가능한 기능을 추가했다. 유온, 냉각수온, 토크 및 터보의 부스트 압을 계기판내에 표시함과 동시에 차량에 탑재된 내비게이션 시스템을 통해 랩 타임 및 주행 기록을 남기는 N 트랙 맵(N Track Map)기능이 구현되었다. 별도의 스마트폰 어플리케이션을 통해 기록을 확인함과 동시에 다른 사용자와의 기록 비교도 가능하며 기록된 데이터에는 주행간 기록된 횡 가속도(G-Force), 엔진 회전수(RPM), 출력(토크), 랩 타임 등을 동시에 표시함으로서 서킷 주행이 많은 N 모델 오너의 특성을 적극적으로 반영시켰다.
10인치 클러스터 내에 별도의 RPM, 속도계, 기어단수, 변속 시점등을 표기하는 1서클 디자인이 처음 적용되었고 계기판의 남은 공간에 엔진 오일의 유온, 냉각수온, 토크, 부스트 압력을 표기하는 클러스터가 최초로 적용되었다. 클러스터 디자인 및 주행 모드를 연동하여 변경이 가능한 N 그린 컨트롤 시스템이 최초로 적용되었으며 아울러 이전까지의 N 모델에서 적용한 적이 없었던 헤드 업 디스플레이(HUD)가 유일하게 적용되고 있으며 모체가 되는 코나에서 사용하던 컴바이너 타입을 기반으로 N 전용 모드 디스플레이를 추가했다.
이외에도 SUV라는 특성을 고려하여 N 라이트 스포츠 버킷 시트가 제공되지 않으며 대신 스웨이드 소재가 혼합된 N 프리미엄 시트를 옵션으로 제공하고 있다. 현대자동차 2륜구동 SUV에 적용되는 험로 주행 모드는 N 모델에 맞춰 차량의 출력 및 제동 시스템을 제어하는 N 험로 주행 모드를 탑재하고 있으며 N 모델 중에서 유일하게 능동형 안전장비인 ADAS 기능 중 스마트 크루즈 컨트롤(SCC, Stop & Go는 미지원)를 탑재하는 점에서 다른 N 모델과는 달리 일상 주행에서 편리하게 사용하면서 성능을 추구하는 오너들을 적극적으로 공략하는 모습을 보이고 있다.

## 관련 모델

### 더 뉴 코나 N Line (OS PE)

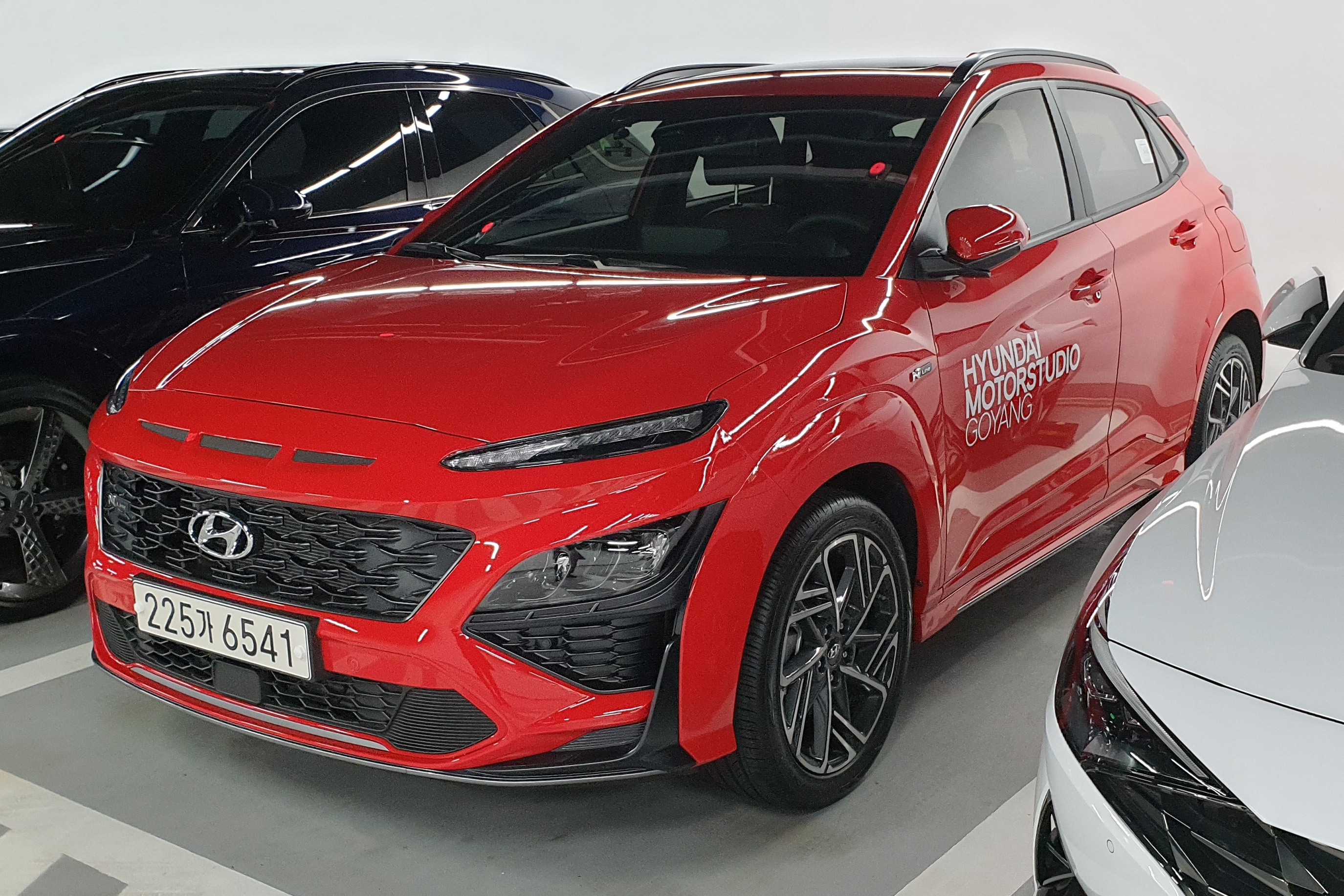
현대 코나 N Line

더 뉴 코나 N Line은 2020년 10월 15일 부분 변경 모델인 더 뉴 코나를 출시하면서 함께 등장했다. 파워트레인은 새롭게 변경된 감마2 1.6리터 스마트스트림 CVVD 터보 엔진이 탑재되었다. N Line을 위한 별도의 출력 설정 트림은 존재하지 않으며 기본형 모델과 동일하게 파워트레인이 사용되지만 투싼 N Line과는 다르게 1.6리터 터보 엔진 이외의 엔진은 N Line 모델로 선택이 불가능하다. 기존의 1.6리터 터보 모델의 최고출력 177ps에서 198ps로 출력이 증가되었으나 같은 엔진을 사용하는 7세대 아반떼 N Line의 204ps보다는 출력이 낮게 설정되어 있으며 이는 SUV라는 차량의 특성을 고려하여 초,중반의 성능과 토크 발휘 시점을 앞당기는 것에 의해서 발생하는 출력 발휘의 특성으로서 현대자동차에서 같은 엔진을 사용하는 세단과 SUV의 경우 보이는 공통적인 부분이기도 하다.
N Line 모델과 기본 모델의 출력 설정은 동일하며 N Line 모델은 전자식 스티어링의 튜닝과 함께 서스펜션을 튜닝하여 기본 모델 대비 스포티하고 민첩한 주행이 가능하도록 셋팅이 변경되었다. 외관에 있어서 코나 N Line은 N Line 전용 라디에이터 그릴과 다이아몬드 컷팅의 18인치 휠을 적용하였으며 N 모델과 동일하게 차체 하단 클래딩이 차량의 색상과 동일하게 구성되어 있는 것이 특징이다. 이외에도 N Line 전용의 프런트 범퍼와 리어 디퓨저가 적용되었고 노출형 싱글 트윈팁 머플러가 적용되었다.
실내구성에서 N 로고가 장착된 스티어링 휠, 기어노브, 가죽시트를 적용해 기본 모델과 차별화를 두고 있으며 스티어링 휠과 기어노브는 N Line 전용으로 구성했다. 실내 송풍구에도 레드 컬러의 엑센트를 추가하여 N Line 모델의 개성을 적극적으로 강조하고 있다.